# 彼得·斯科特
彼得·斯科特（英語：Peter Scott，1909年9月14日—1989年8月29日），英国男子帆船运动员。他曾代表英国参加1936年夏季奥林匹克运动会帆船比赛，获得单人艇O-Jolle型铜牌。